# Saints de St. Petersburg
Les Saints de St. Petersburg (en anglais : St. Petersburg Saints), aussi nommés Cardinals de St. Petersburg (St. Petersburg Cardinals) de 1966 à 1996 et Devil Rays de St. Petersburg (St. Petersburg Devil Rays) de 1997 à 2000, sont une ancienne équipe des ligues mineures de baseball basée à St. Petersburg en Floride, aux États-Unis.
Devenu club professionnel de baseball en 1920, les Saints disparaissent en 1928 après 9 saisons en Ligue de l'État de Floride pour effectuer un retour dans la Florida International League de 1947 à 1954, puis à nouveau dans la Ligue de l'État de Floride de 1955 à sa disparition après la saison 2000.

## Histoire
Les Saints de St. Petersburg débutent leurs activités en tant que club semi-professionnel de baseball. En octobre 1908, les Saints jouent un match amical à St. Petersburg contre les Reds de Cincinnati de la Ligue nationale de baseball. La presse locale rapporte en 1914 un match des Saints au Coffee Pot Park (en), un terrain à St. Petersburg.
Les Saints accèdent au statut professionnel lorsqu'ils joignent la Ligue de l'État de Floride (Florida State League) en 1920. En 1928, ils cessent leurs opérations après neuf saisons où les matchs locaux sont joués au Coffee Pot Park.
Une deuxième incarnation du club, aussi nommée St. Petersburg Saints, joue dans la Florida International League de 1947 à 1954. Cette ligue, qui comptait des équipes en Floride et à Cuba, cesse ses opérations le 27 juillet 1954. L'équipe retourne alors en Florida State League, où elle joue de 1955 jusqu'à sa dernière saison en 2000. De 1966 à 1996, le club s'appelle « Cardinals de St. Petersburg » (St. Petersburg Cardinals), puis prend en 1997 le nom de « Devil Rays de St. Petersburg » (St. Petersburg Devil Rays). L'arrivée du baseball majeur dans la région avec les Devil Rays de Tampa Bay (qui jouent leurs matchs locaux à St. Petersburg) en 1998 sonnent ultimement le glas du baseball mineur dans cette ville. Pour 54 saisons, de 1947 à 2000, le club joue ses matchs locaux au Al Lang Field.
Parmi les anciens de la franchise mineure de St. Petersburg, on compte deux membres du Temple de la renommée du baseball. En 1947, Jimmie Foxx (élu au Temple de la renommée en 1951) est joueur et gérant des Saints, alors dans la Florida International League. L'espoir d'attirer les foules avec la présence de ce joueur vedette, alors âgé de 40 ans, tourne court lorsqu'il annonce sa retraite sportive après seulement 6 présences au bâton pour les Saints, puis le club dégringole les échelons du classement et Foxx est retiré du rôle de gérant le 17 mai 1947. Le légendaire gérant Sparky Anderson, élu au Temple de la renommée en 2000, fait ses classes en dirigeant des clubs des ligues mineures de 1964 à 1968, et il est en 1966 le premier homme à diriger les Cardinals de St. Petersburg.
Avec Anderson à la barre, les Cardinals perdent 4-3 aux mains des Marlins de Miami le 14 juin 1966 au Al Lang Field de St. Petersburg un match de 29 manches qui dure 6 heures et 59 minutes, devenant alors le plus long match jamais disputé. Le record du plus long match de baseball professionnel est battu en 1981 dans les ligues mineures mais, suspendu durant la nuit, il est complété à une date ultérieure, ce qui fait de la rencontre jouée à St. Petersburg en 1966 le plus long match professionnel joué sans interruption.
Le 23 juin 2007 au Tropicana Field de St. Petersburg, les Devil Rays de Tampa Bay de la Ligue majeure de baseball honorent l'héritage des Saints en portant une réplique de leur uniforme des années 1950 lors d'une rencontre face aux Dodgers de Los Angeles.

### Affiliations en Ligue majeure
| Saisons   | Nom                          | Niveau                            | Ligue                        | Affiliation en MLB                                                 |
| --------- | ---------------------------- | --------------------------------- | ---------------------------- | ------------------------------------------------------------------ |
| 1920-1928 | Saints de St. Petersburg     | D (1920, 1925-1928) C (1921-1924) | Ligue d'État de Floride      | Aucune                                                             |
| 1947-1954 | Saints de St. Petersburg     | B (1947-1954)                     | Florida International League | Indians de Cleveland (1949)                                        |
| 1955-1965 | Saints de St. Petersburg     | D (1955-1962) A (1963-1965)       | Ligue d'État de Floride      | Yankees de New York (1956-1961) Dodgers de Los Angeles (1962-1965) |
| 1966-1996 | Cardinals de St. Petersburg  | A (1966-1989) A+ (1990-1996)      | Ligue d'État de Floride      | Cardinals de Saint-Louis                                           |
| 1997-2000 | Devil Rays de St. Petersburg | A+ (1997-2000)                    | Ligue d'État de Floride      | Devil Rays de Tampa Bay                                            |